# Necolio testaceipes
Necolio testaceipes là một loài tò vò trong họ Ichneumonidae.